# Случевский, Владимир Константинович
 Влади́мир Константи́нович Случе́вский (1844—1926) — русский государственный деятель, юрист, деятель судебной реформы 1864 года, педагог, профессор уголовного права.

## Биография
Родился в 1844 году. Происходил из дворян Черниговской губернии, сын тайного советника Константина Афанасьевича Случевского 2-го.
Окончив курс в Училище правоведения, последовательно занимал должности товарища прокурора окружного суда: Воронежского с 1868) и Санкт-Петербургского (с 1870), товарища председателя Петербургского окружного суда (с 1877), помощника статс-секретаря Государственного совета (с 1882) и товарища обер-прокурора уголовного кассационного департамента Сената (с 1883), а с 26 декабря 1896 года был обер-прокурором этого департамента.
В рядах магистратуры Случевский принадлежит к числу тех деятелей, на долю которых выпала задача проведения в жизнь судебной реформы 20 ноября 1864 года и которые, проникшись глубокой верой в высокое значение основных начал её, всегда стремились к упрочению их в жизни.
С 1883 года Случевский занимает кафедру уголовного процесса в Училище правоведения, а с 1893 года — и в Военно-юридической академии.
С 1919 года работал на кафедре в Московской Военно-Педагогической Академии, член комиссии по пересмотру военно-морских законов при Морском Генеральном Штабе. С конца 1920 года — консультант в Народном Комиссариате Юстиции.
Плодом трудов его на этом поприще явился известный «Учебник русского уголовного процесса» (в 2-х томах), особенно ценный по разностороннему знакомству автора с русской судебной практикой. В виде пособия к лекциям им была издана «Уголовно-процессуальная казуистика».
Случевский состоял членом комиссии по составлению нового Уложения и по пересмотру судебных уставов. Он был одним из учредителей петербургского юридического общества, председательствовал одно время в уголовном его отделении и представил в нём несколько прекрасно обработанных докладов.
Помещал статьи по уголовному праву и судопроизводству как в юридических, так и в общих журналах (например в «Книжках Недели» — о «Психологии толпы»). Случевский — автор статей в словаре Брокгауза и Ефрона (Гарофало, Ломброзо, Итальянская школа криминалистов, А. Ф. Кони, Гласность процесса и др.).